# 농업과학기술원
농업과학기술원은 1994년 정부조직정비계획에 의거, 농촌진흥청의 전반적인 체제정비를 위한 직제개편 이 이루어짐에 따라 농업기술연구소를 중심으로, 농업유전공학연구소, 농약연구소, 농림부 소관의 국립농업자재검사소의 농자재 품질관리기능 등을 통합하여 발족한 농촌진흥청 산하의 시험연구기관이다. 농업과학기술원은 산하에 관리과, 농업환경부, 생물자원부, 작물보호부 등 1과 3개 부를 설치하고 부장에는 농업연구관을 보하였다.
1998년에 잠사곤충부를 신설하였다. 신설된 잠사곤충부는 잠사곤충연구소와 잠종관리소를 폐지하고, 그 기능을 승계받았다.
2008년 10월 국립농업과학원으로 개편되었다.

## 잠사과학박물관
잠사과학박물관(蠶絲科學博物館)은 농업과학기술원의 농업생물부 내에 있는 박물관이다.